# Compigny
Compigny je francouzská obec v departementu Yonne v regionu Burgundsko-Franche-Comté. V roce 2012 zde žilo 165 obyvatel.

## Poloha obce
Obec leží u hranic departementu Yonne s departementem Seine-et-Marne, tedy i u hranic regionu Burgundsko-Franche-Comté s regionem Île-de-France. Sousední obce jsou: Jaulnes (Seine-et-Marne), Montigny-le-Guesdier (Seine-et-Marne), Pailly, Plessis-Saint-Jean, Sergines a Villenauxe-la-Petite (Seine-et-Marne).

## Vývoj počtu obyvatel
Počet obyvatel 